# Cárceles flotantes de la CIA

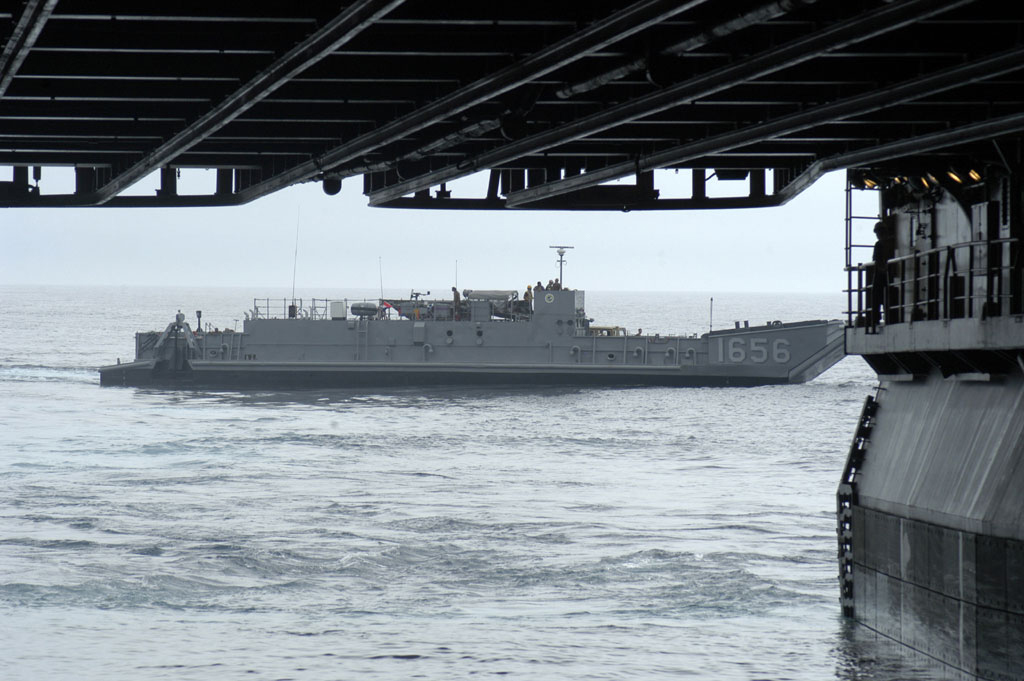
USS Bataan.

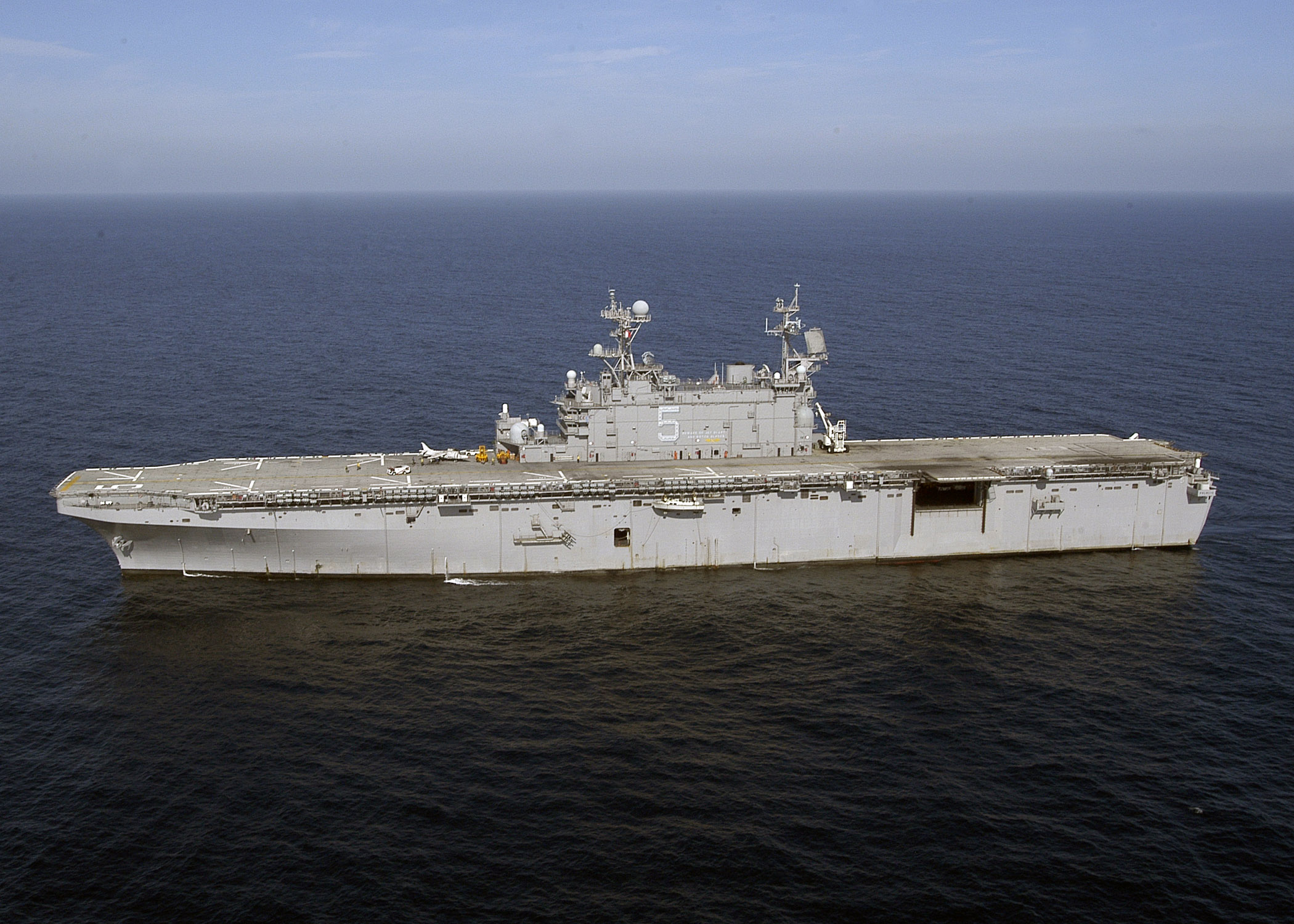
USS Peleliu.

Las cárceles flotantes de la CIA son buques civiles o militares en los que son retenidas personas detenidas por la CIA, violando la legalidad internacional, lejos del alcance de los medios de información y de las organizaciones de derechos humanos. Estas embarcaciones suelen operar itinerantemente en el océano Índico, más concretamente en torno a la isla británica de Diego García. Los presos son interrogados a bordo de estos buques y luego enviados a centros de detención en terceros países, hechos sustentados en la denominada "guerra contra el terrorismo".
En septiembre de 2006, el presidente George Bush aseguró que "las cárceles secretas ya están vacías". Pero las informaciones de la organización de defensa de los derechos humanos Reprieve apuntan a la continuidad de esta práctica ilegal.
Los barcos de EE. UU. acusados de actuar como cárceles flotantes son, a julio de 2008 :
- Militares:
  - USS Bataan
  - USS Peleliu
  - USS Ashland
  - USS Stockham
  - USNS Watson
  - USNS Sister
  - USNS Comfort
  - USNS Charlton
  - USNS Pomeroy
  - USNS Red Cloud
  - USNS Soderman
  - USNS Dahl

- Civiles:
  - MVPVT Franklin J. Phillips
  - MVCPL Louis J. Hauge Jr.
  - MVPFC William B. Baugh
  - MVPFC James Anderson
  - MV1stLt Alex Bonnyman

A fecha de julio de 2008 se sabe que las siguientes personas han estado presas y han sido torturadas en las cárceles flotantes de la CIA:

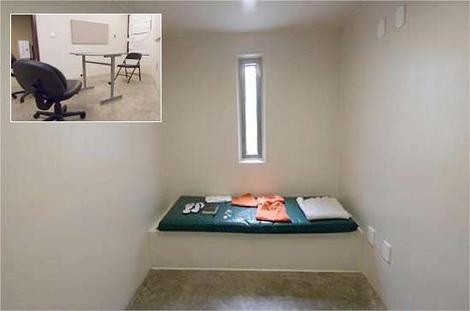
Celda en Guantánamo de David Hicks
(noviembre de 2006)

- John Walker Lindh (talibán norteamericano)
- David Hicks (talibán australiano)
- Mullah Abdul Salam (portavoz del gobierno talibán)
- Ibn Al-Shaykh Al-Libi (libanés preparador de tropas en campos de entrenamiento talibán)
- Moazzam Begg (británico: once meses en Bagram, más tres años en Guantánamo. Fue liberado en 2005)

## Enlaces
- Página web del USS Bataan Archivado el 10 de agosto de 2015 en Wayback Machine.

- Datos: Q5795962